# 坑尾
坑尾，是臺灣桃園市觀音區的一個傳統地域名稱，位於該區中部偏西南。相較於今日行政區，其範圍大致包括坑尾里不含北部及東南部、新興里東北部狹長地帶、三和里最東端凸出部分。

## 歷史
台灣清治末期至日治初期，坑尾地區為一街庄，稱為「坑尾庄」，隸屬於竹北二堡。該庄輪廓略呈南北狹長，北邊西段與白沙墩庄為鄰，北邊東段及東邊北段與坡藔庄為鄰，東邊北段及南邊東側較大段與下青埔庄為鄰，南邊西側一小段與石磊仔庄為鄰，西南邊及西邊為三座屋庄。
1901年（日治明治三十四年）11月，全台廢縣廳改設二十廳，該庄隸屬於桃仔園廳。1903年（明治三十六年），改名桃園廳。1909年（明治四十二年）10月，合併二十廳為十二廳，該庄隸屬不變。1920年（大正九年），廢十二廳改設五州二廳，該庄改制為「坑尾」大字，隸屬於新竹州中壢郡觀音庄。
戰後觀音庄改制為觀音鄉，隸屬於新竹縣，大字亦改制為村。1950年桃、竹、苗分治，觀音鄉改隸屬於桃園縣。2014年12月，桃園縣升格為直轄桃園市，觀音鄉改制為觀音區，村亦改制為里。

## 聚落
本地區發展較早的聚落有下青埔、尾湖、樹仔腳等，在日治期初期的官方地圖上已有記載。此外，本地區尚有高厝、藍埔等聚落。

## 交通
省道台66線為於東西向快速道路系統「東西向快速公路－觀音大溪線」，大致以西北—東南走向經過坑尾地區最南端西部，境內未設交流道或平面路口。西北側最近的是市道115號交會處的「觀音一交流道」，東南側最近的是區道桃84線交會處的平面路口。由該道路向西北可前往觀音大潭以連接省道台61線（西部濱海快速道路），向東南可前往新屋、平鎮、大溪南興，可在平鎮系統交流道連接國道1號，亦可在終點處轉市道112甲線經由大溪交流道連接國道3號。
市道115號（文化路坑尾段）是觀音至芎林的道路，大致以西北—東南走向轉北北西—南南東走向蜿蜒經過本地區西北部邊界地帶。由該道路向西北可前往觀音市區並止於市道112號路口，向南南東可前往新屋、楊梅、新埔等地。
區道桃87線（金橋路育仁段）是金湖至後湖的道路，大致以東北—西南走向蜿蜒經過本地區中部。由該道路向東北可前往坡寮地區的金湖並止於市道112號路口，向西南可前往新興、石磊子、後湖並止於區道桃89線路口。